# Ezero, Sliven
Ezero (în bulgară Езеро) este un sat în comuna Nova Zagora, regiunea Sliven,  Bulgaria. 

## Demografie
Componența etnică a satului Ezero
     Bulgari (74,76%)
     Nicio identificare (22,64%)
     Altele (2,59%)
La recensământul din 2011, populația satului Ezero era de 424 locuitori. Din punct de vedere etnic, majoritatea locuitorilor (74,76%) erau bulgari. Pentru 22,64% din locuitori nu este cunoscută apartenența etnică.